# Lissotriton montandoni
Espèce
Synonymes
- Triton montandoni Boulenger, 1880
- Triton hoffmanni Szeliga-Mierzeyewski & Ulasiewicz, 1931

Statut de conservation UICN

 LC  : Préoccupation mineure
Lissotriton montandoni est une espèce d'urodèles de la famille des Salamandridae. Elle est appelée en français triton de Montandon ou triton des Carpates.

## Répartition

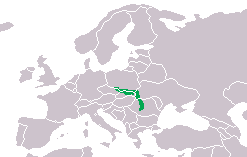
Distribution

Cette espèce se rencontre entre 200 et 2 000 m d'altitude (le plus souvent entre 500 et 1 500 m) dans les Carpates et les Tatras en Tchéquie, en Pologne, en Slovaquie, en Roumanie et en Ukraine.
Elle a par ailleurs été introduite en Bavière mais de façon limitée.

## Habitat
Lissotriton montandoni est une espèce montagnarde qui se reproduit dans une grande variété de milieux aquatiques : lacs, rivières à courant lent, fossés, même les flaques et les ornières. Elle préfère les étangs d'eau claire, froide, à haut degré d'acidité, mais on la trouve aussi ailleurs et même dans les eaux polluées.
Sur terre, elle vit souvent près des étangs où elle se reproduit. En terrain boisé on en trouve sous les rochers, les arbres tombés, etc.

## Description

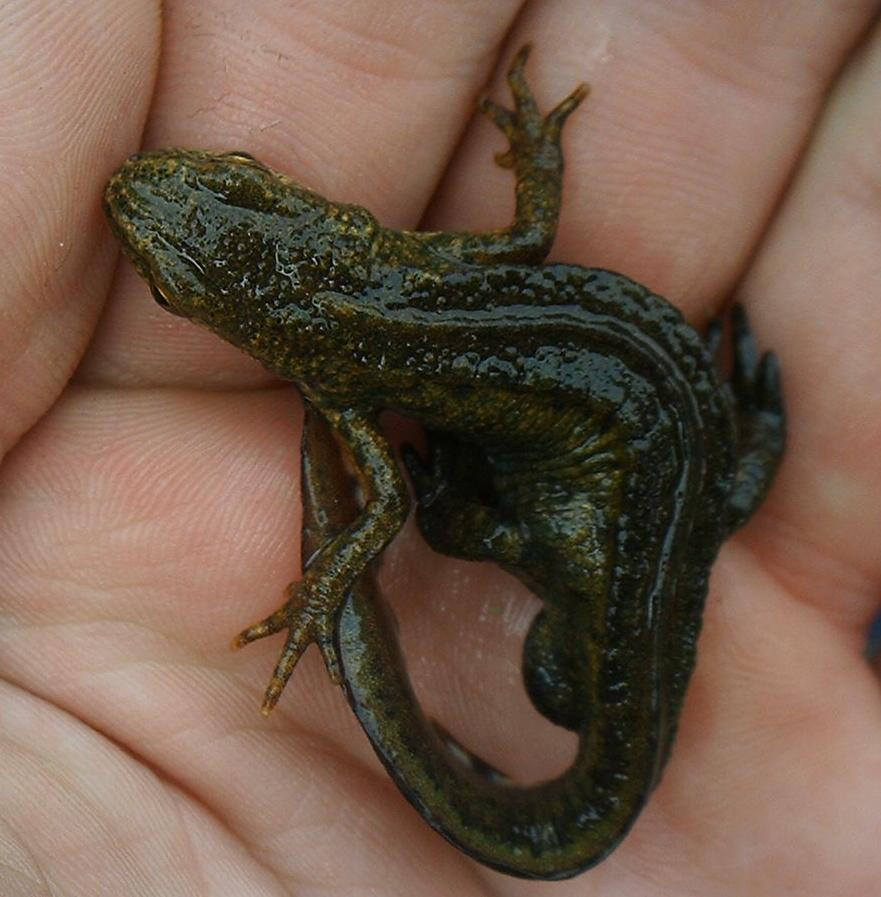
Lissotriton montandoni

Les femelles mesurent jusqu'à 10 cm avec la queue. Les mâles sont plus petits.
Lissotriton montandoni possède trois sillons sur la tête. La face dorsale est brun jaunâtre, brun verdâtre ou olive, habituellement avec des taches ou des marbrures plus foncées.
La face ventrale est presque entièrement jaune ou orange, souvent avec quelques petites taches noires sur les côtés. Occasionnellement ces taches sont plus répandues, mais elles sont souvent absentes à la gorge. Les individus terrestres ont en général la peau assez granuleuse (dans l'eau elle est plutôt lisse).
Dans leur livrée nuptiale, les mâles ont une crête sur la queue. Mais cette crête se réduit sur le dos à une ligne en saillie le long de la ligne médiane. La queue se termine par un filament. Le corps a une section presque carrée et les doigts des pattes arrière ne portent pas ou peu de franges. La queue est marquée d'une trainée plus pâle de chaque côté, et le bord inférieur est orange avec des taches noires.
Il cohabite souvent avec le Triton alpestre.

## Reproduction

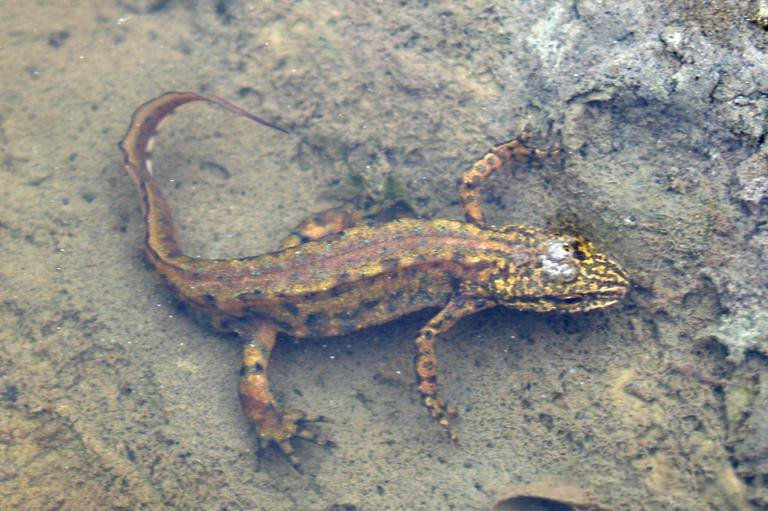
Lissotriton montandoni

Des cas d'hybridation avec le Triton ponctué ont été observés. On peut présumer qu'ils présentent des caractères intermédiaires entre les deux espèces.

## Étymologie
Cette espèce est nommée en l'honneur d'Arnold Montandon (1852-1922).

## Publication originale
- Boulenger, 1880 : Sur une forme intéressante de Triton provenant de Moldavie et observations sur le genre Pelonectes Lataste. Bulletin de la Société Zoologique de France, vol. 5, p. 37-40 (texte intégral).